# 岩戸干拓
岩戸干拓（いわとかんたく）は、千葉県印西市の大字。2017年10月31日現在の人口は0人。郵便番号270-1600。

## 地理
北は岩戸、東は師戸干拓、南は佐倉市臼井台干拓、南東は佐倉市小竹干拓、西は佐倉市先崎干拓、北西は吉田干拓、吉田に隣接している。